# Jitter
In elettronica e telecomunicazioni con il termine jitter si indica la variazione di una o più caratteristiche di un segnale come, ad esempio, l'ampiezza, la frequenza o la fase. Le cause che portano alla comparsa di jitter devono essere tenute in forte considerazione nella progettazione dei sistemi e nelle componenti di un computer, come l'USB, il PCIe, il SATA, l'OC-48.

## Descrizione
Il jitter si manifesta sui parametri di un segnale quali ampiezza, frequenza, fase, larghezza dell'impulso e può essere caratterizzato allo stesso modo come un segnale variabile nel tempo, cioè mediante quantità quali valore efficace RMS, o valore picco-picco, così come se ne può dare una rappresentazione attraverso lo spettro di potenza.
Il periodo di jitter è l'intervallo di tempo tra due massime variazioni o tra due minime variazioni di una caratteristica del jitter che varia continuamente nel tempo. La frequenza del jitter è l'inverso del suo periodo. In fase di progettazione circuitale, lo spettro di frequenze che viene preso in considerazione è limitato inferiormente al valore 1 Hz (frequenza di taglio inferiore) e non vengono considerati valori di frequenza inferiori.

## Nelle reti
Nelle reti, ed in particolare in quelle IP come Internet, il jitter si riferisce invece alla variazione statistica nel ritardo di ricezione dei pacchetti trasmessi, causata dalle code interne ai router congestionati.
Il "jittering del ping" è la continua variazione del ritardo di ricezione dei pacchetti; questa problematica è risaltata con l'utilizzo delle linee VoIP (che hanno bisogno di un ping costante) appoggiate su linee internet che ad esempio hanno un collegamento verso settori specifici come celle WiFi le quali cambiano in base alla saturazione della cella. Il jittering difficilmente capita su linee HDSL ma bisogna considerare bene la banda effettivamente usata e usufruibile.

## Nei compact disc
In fase di estrazione di audio digitale dai compact disc, il jitter influenza il processo di campionamento audio: nello specifico, accade che i campioni estratti vengano duplicati, o saltati del tutto, quando il lettore CD sposta il laser in avanti o indietro sulla traccia (seek) per risincronizzarsi. Il problema si verifica perché nella definizione del Rainbow Books (in cui è definito lo standard CD audio) non è richiesta una precisione di indirizzamento a livello di singolo blocco. Di conseguenza, dopo una risincronizzazione la lettura potrebbe ripartire da alcuni blocchi prima o da alcuni blocchi dopo: nel primo caso, vi sarà l'estrazione di campioni duplicati; nel secondo caso dei campioni verranno del tutto ignorati. Queste variazioni suonano quasi sempre come scatti ripetuti, molto piccoli, durante la riproduzione.
Può fornire buoni risultati una correzione del jitter in fase di lettura con apposito software. La correzione software si attua tornando sempre un po' indietro nella traccia dopo un seek, in modo da leggerne una porzione in parte sovrapposta a quella precedente, facendo poi scorrere le due serie di campioni fino a trovare la posizione in cui la fine della prima serie combacia con l'inizio della successiva. La maggior parte dei programmi di estrazione digitale effettua la correzione del jitter.
I produttori di CD evitano di incorrere nel problema facendo leggere l'intero disco in un'unica operazione, senza discontinuità: questo avviene grazie all'uso di speciali lettori che procedono a velocità molto bassa, in modo che non sia mai necessaria alcuna risincronizzazione.
I CD-ROM non sono soggetti a jitter, grazie all'ulteriore indirizzamento a livello di settore aggiunto nelle specifiche dallo Yellow Book del 1988.
Un misuratore di jitter è uno strumento di prova per la misurazione dei valori di jitter ed è usato nella produzione di unità DVD e unità CD-ROM.